# Barrage de Coiselet
Le barrage de Coiselet, construit en 1970, forme un lac long de 6 km au confluent de l'Ain et de la Bienne, sur les communes de Samognat (Ain) et Thoirette-Coisia (département du Jura).

## Historique
Sa construction a été entreprise en même temps que le barrage de Vouglans à partir de 1967. Sa mise en service a constitué la fin de l'aménagement hydro-électrique de l'Ain.
La construction du barrage dans le lit de la rivière a nécessité deux petits barrages de dérivation qui ont été submergés pendant les crues de 1967. Après la construction de la partie "usine" permettant de rétablir le passage de l'Ain, les barrages provisoires ont été démolis. Il était possible de faire passer l'Ain par les vannes pour construire à sec le reste du barrage.

## Hydrologie
L'Ain a un débit très variable. La rivière peut passer d'un débit de quelques m3/s en été à un débit supérieur à la capacité de l'usine pendant les crues d'automne et du printemps. Le débit excédentaire à la capacité de l'usine peut alors passer par les vannes qui sont ouvertes (débit maximum des vannes = 2 660 m3/s).

## Caractéristiques
Exploité par EDF, la production moyenne annuelle est de 110 millions de kWh
L'usine est équipée de :
- 2 turbines Kaplan de 18 500 kW
- 2 alternateurs débitant en 5 650 V
- 1 transformateur 2 × 5 650 V / 63 000 V

Le courant est évacué de l'usine sur le réseau régional en 63 000 V

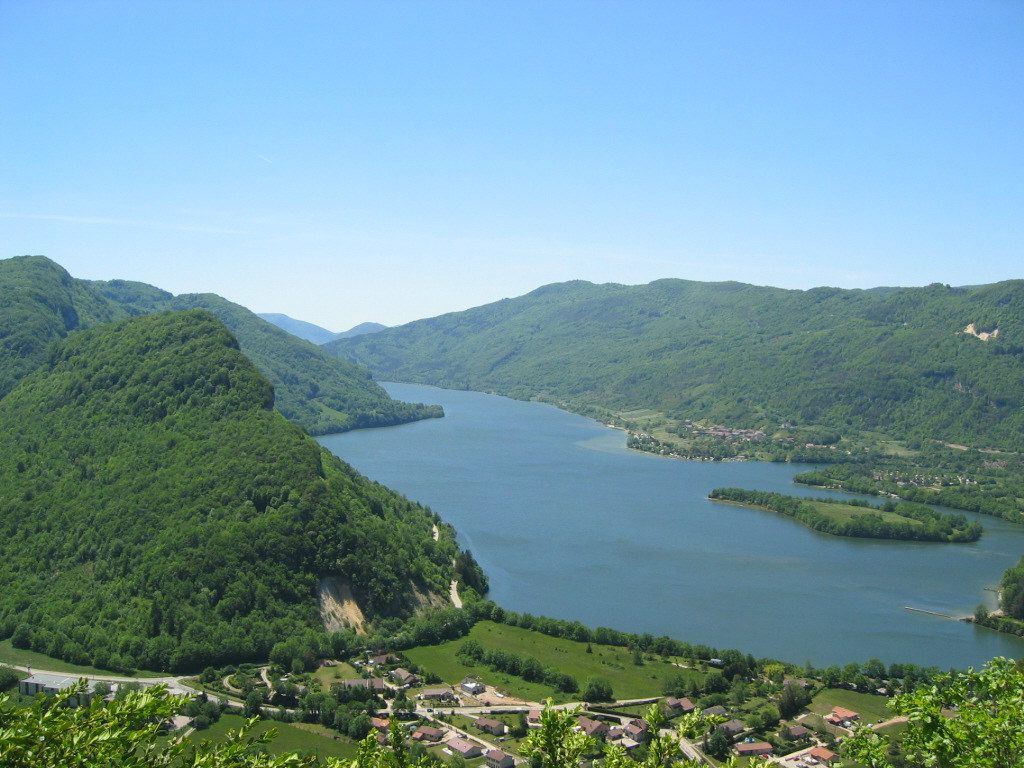
Retenue de Coiselet

La construction du barrage a provoqué la création d'un lac artificiel :
- Superficie de 380 ha[2],
- Niveau moyen du lac : 304 NGF
- Variation de niveau : 1 m
- Volume total maximum du lac : 36 millions de mètres cubes
- Volume utile au turbinage : 3,7 millions de mètres cubes

La retenue de Coiselet a permis aux communes riveraines de procéder à des aménagements des berges au confluent de l'Ain et de la Bienne avec camping où on peut pratiquer la baignade et les sports de voile.

## Mesure de précaution
Le 24 mai 2025, un risque de glissement d'un bloc rocheux dans le plan d'eau, pouvant entraîner une vague conséquente au-dessus du barrage et compromettre sa structure a été identifié. Il va être partiellement vidé de 4 mètres du niveau du plan d'eau, permettant ainsi de garantir la sécurité du barrage en cas de chute d'un bloc rocheux, annoncent les préfectures du Jura et de l'Ain. Cette opération a de grosses conséquences sur la pêche et le tourisme loccal,.